# Црква Светог Николе у Косовици
Црква Светог Николе налази се у селу Косовица недалеко од Ивањице. Првобитна црква датира из средњег века, а сматра се да је данашња грађевина подигнута у 19. веку на темељу старе цркве. Предање каже да је првобитна грађевина подигнута после Косовског боја, као успомена на војнике који су се овим путем повлачили после пораза 1389. године. 

## Архитектура
Црква је у основи једнобродна базилика са већом полукружном олтарском апсидом. Грађена је од ломљеног камена, а полуобличасти свод изведен је шашовцима. Кров је покривен шиндром. У унутрашљости храма налазе се лоше очувани делови иконостаса који су припадли неком старијем храму, а међу тим деловима истиче се престона икона Исуса Христа и крста са распећем.